# Gustav Nottebohm

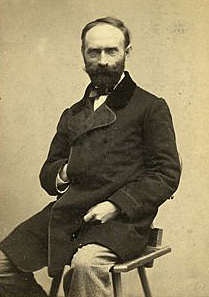
Gustav Nottebohm

Martin Gustav Nottebohm (* 12. November 1817 in Lüdenscheid; † 29. Oktober 1882 in Graz) war ein deutscher Musikwissenschaftler, Komponist und Beethoven-Forscher.

## Leben
Nottebohm studierte zuerst in Berlin und ging von dort 1840 an das Leipziger Konservatorium, wo er Unterricht bei Robert Schumann und Felix Mendelssohn Bartholdy erhielt. 1846 ging er nach Wien, um dort bei Simon Sechter ergänzende Kontrapunktstudien zu betreiben. Er ließ sich in Wien nieder, wo er seinen Lebensunterhalt als Klavier- und Theorielehrer verdiente.
1858 wurde er zum Direktionsmitglied, 1864 zum Archivar und Bibliothekar der Gesellschaft der Musikfreunde in Wien berufen.
Seine eigentlichen Arbeiten widmete er der Beschäftigung mit Schubert und Beethoven. In den Jahren 1868 und 1874 veröffentlichte er die ersten Werkverzeichnisse von Schubert und Beethoven, seit 1865 legte Nottebohm mehrere Bücher über Beethovens Skizzen und die daraus zu erkennende Kompositionstechnik vor. 1880 veröffentlichte er neue Forschungsergebnisse zu Mozart.
Nottebohm gilt als Begründer der modernen Skizzen-Forschung, die heute einen wichtigen Teil der Beethoven-Forschung ausmacht, da sie einen einmaligen Einblick in den künstlerischen Schaffensprozess des Komponisten ermöglicht. Nottebohms Publikationen über Beethovens Skizzen sind bis heute unentbehrlich, so dass sein Name als bedeutender Forscher bis heute in musikalischen Fachkreisen lebendig geblieben ist. Auf Nottebohm geht auch die Entdeckung zurück, dass das Hauptthema der Bachschen „Kunst der Fuge“ mit den drei Themen des unvollendeten Contrapunctus XIV aus dem genannten Werk Bachs nach den Regeln des vierfachen Kontrapunkts kombinierbar ist.
Im Jahr 1921 wurde in Wien-Döbling (19. Bezirk) die Nottebohmstraße nach ihm benannt. Auch im Mauritzviertel der Stadt Münster gibt es seit 1974 eine Nottebohmstraße.
Briefe von Nottebohm werden im Staatsarchiv Leipzig aufbewahrt.

## Musikalische Werke (Auswahl)
- Klavierquartett op. 1, verlegt bei Peters in Leipzig um 1843 OCLC 701241399 (Digitalisat beim IMSLP) I Allegro II Tema. Poco Adagio - 6 Variazioni III Scherzo. Allegro molto IV Rondo. Allegro vivace
- 6 Romanesques für Klavier, op. 2  (Digitalisat beim IMSLP) I Andantino II Allegro poco agitato III Andante cantabile IV Allegro grazioso V Allegro VI Allegro brioso
- Rondo für Klavier zu vier Händen op. 3,  verlegt bei Peters in Leipzig um 1845 OCLC 634833014
- Mag die Welt verzweifelnd fluchen mein' Liebe tröstet mich in h-Moll für Singstimme und Klavier, Leipzig, Juni 1846 RISM ID: 455002145
- Wachet auf ruft uns die Stimme in D-Dur, Kirchengesang, Oktober 1848 RISM ID: 455002146
- Zwei lyrische Tonstücke, op. 13
- Ballade für Klavier op. 16, Leipzig, um 1855 OCLC 497814881
- Variationen über ein Thema von Johann Sebastian Bach in d-Moll für Klavier zu vier Händen, op. 17 von 1865 (es handelt sich um 9 Variationen über die Sarabande aus der Französischen Suite Nr. 1 d-Moll BWV 812) OCLC 22220251  (Digitalisat beim IMSLP)
- Salve Regina

## Bücher
- Thematisches Verzeichniss der im Druck erschienenen Werke von Ludwig van Beethoven, 2., verm. Aufl., Leipzig 1868
- Beethoveniana. Aufsätze und Mittheilungen, Leipzig 1872 (Digitalisat)
- Beethoven’s Studien, nach den Original-Manuscripten dargestellt, Band 1, Beethoven's Unterricht bei J. Haydn, Albrechtsberger und Salieri, Leipzig 1873 (Band 2 nicht erschienen)
- Thematisches Verzeichniss der im Druck erschienenen Werke von Franz Schubert, Wien 1874
- Ein Skizzenbuch von Beethoven aus dem Jahre 1803, Leipzig 1880
- Mozartiana. Von Mozart herrührende und ihn betreffende, zum großen Theil noch nicht veröffentlichte Schriftstücke. Nach aufgefundenen Handschriften,  Leipzig 1880 (Digitalisat)
- Zweite Beethoveniana. Nachgelassene Aufsätze, hrsg. von Eusebius Mandyczewski, Leipzig 1887 (Digitalisat)

## Schüler
- Fritz Steinbach
- Heinrich von Herzogenberg
- Eusebius Mandyczewski